# Verruculina enalia
Verruculina enalia är en svampart som först beskrevs av Jan Kohlmeyer, och fick sitt nu gällande namn av Kohlm. & Volkm.-Kohlm. 1990. Verruculina enalia ingår i släktet Verruculina och familjen Testudinaceae.   Inga underarter finns listade i Catalogue of Life.